# آيت أكرور الشرقية (غسات)
آيت أكرور الشرقية هي إحدى مشيخات المملكة المغربية، تتبع جغرافيا لإقليم ورززات وإداريًا لغسات. يقدر عدد سكانها بـ 3913 نسمة حسب الإحصاء الرسمي للسكان والسكنى لسنة 2004.